# Mike Parkes
Pour les articles homonymes, voir Parkes.
Michael Johnson Parkes dit Mike Parkes était un ingénieur et pilote automobile britannique, né le 24 septembre 1931 à Richmond, (Surrey, Angleterre) et mort le 28 août 1977 à Turin (Italie), à la suite d'un accident de la route.

## Biographie

### Les jeunes années
Mike Parkes, fils du président de la firme Alvis Cars, est né dans la petite ville de Richmond, située dans le Surrey. Après avoir fait ses études au Haileybury College dans l'Hertfordshire, il entre en 1949 comme ingénieur pour le compte du groupe Rootes de Conventry (filiale anglaise de Chrysler). C'est à cette époque qu'il fait ses débuts de pilote : au volant d'une MG puis d'une Frazier-Nash, il participe à de petites épreuves locales (notamment à Silverstone en 1952). En 1957, il fait l'acquisition d'une Lotus-Sport et reçoit une invitation de Colin Chapman pour rejoindre l'écurie Lotus en tant que pilote de réserve, en vue d'une participation aux 24 Heures du Mans. Peu après ce premier événement marquant dans sa carrière de pilote, son père suggéra à Alec Issigonis, ancien employé de Alvis Cars et impliqué dans une petite écurie de Formule 2, de le recruter pour participer à ce championnat. Il fit deux saisons à bord de la monoplace construite par David Fry, en 1958 et 1959.

### L'ascension

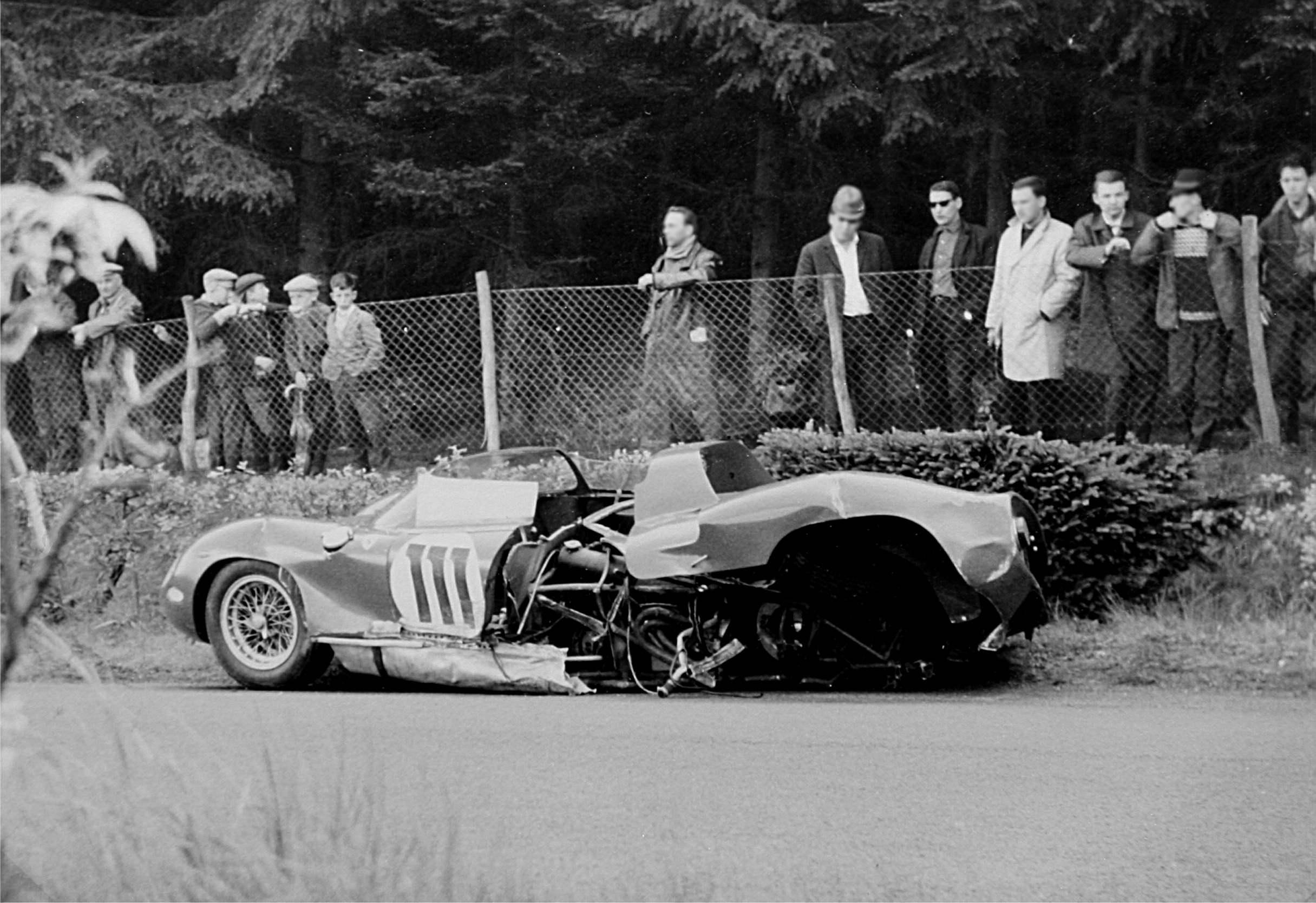
L'épave de la Ferrari 250 P de Mike Parkes après sa collision avec Willy Mairesse aux 1000 km du Nürburgring 1963.

Dès lors, Parkes décide de multiplier les expériences en sport automobile. Il intègre l'écurie Gémini, alors engagée en Formule Junior, et gagne à Brands Hatch et à Snetterton en 1961. Il envisage ensuite de participer aux épreuves Tourisme et GT. Il connaît plusieurs succès, notamment en Saloon Cars à bord d'une Jaguar 3,8 litres, et en GT au volant d'une Ferrari 250 GT. Entre-temps, le groupe Rootes, désireux de participer aux 24 heures du Mans, décide de faire appel à ses services pour piloter une Sunbeam Tiger. Durant les essais d'avril 1961 au Mans, il a la chance d'effectuer quelques tours avec une Ferrari Testarossa. Ses temps sont suffisamment bons pour que l'on accepte de lui confier une voiture de l'écurie italienne. Il terminera second de cette édition des 24 heures, conjointement avec Willy Mairesse.
Cette performance ne passera pas inaperçue. En 1963, Enzo Ferrari l'invite à rejoindre son équipe en qualité de pilote d'essai/ingénieur. En 1964, il remporte les 12 heures de Sebring avec Umberto Maglioli, sur une Ferrari 275P. Il enchaînera les années suivantes plusieurs succès, notamment aux 1000 km de Monza (1965 et 1966), aux 1000 km de Spa (1966) ainsi qu'aux 1000 km de Paris (1966).

### Les débuts en Formule 1
C'est pourtant un fait inattendu qu'il le propulsera en Formule 1. En 1966, John Surtees quitte en plein milieu de la saison la Scuderia Ferrari en raison d'une différence de traitement entre lui et son coéquipier Lorenzo Bandini. Parkes le remplacera au pied levé. Pour son premier grand-prix, disputé sur le circuit de Reims-Gueux (France), Parkes se qualifie en troisième position, et termine la course second. Il participe aux GP de Zandvoort, du Nürburgring, et de Monza, où il signe la pole position, et une convaincante deuxième place en course derrière son équipier Ludovico Scarfiotti.
L'année suivante, il remporte deux courses en F1 hors championnat : la première à l'International Trophy, et la seconde à Syracuse, victoire qu'il partage avec Scarfiotti. Il termine quelques semaines plus tard à la deuxième place des 24 heures du Mans, toujours en compagnie de son coéquipier Scarfiotti, à bord d'une Ferrari P4. 
Un autre événement va cependant marquer son retour en F1 : lors du Grand Prix de Monaco 1967, la Ferrari de Lorenzo Bandini heurte les bottes de paille placées sur le bord du circuit, se retourne et prend feu. Le pilote italien décèdera des suites de ses blessures, laissant un baquet vide au sein de la Scuderia. On rappelle Parkes pour le remplacer. Il prend part au GP de Zandvoort, terminant à la cinquième place.

### La période Endurance

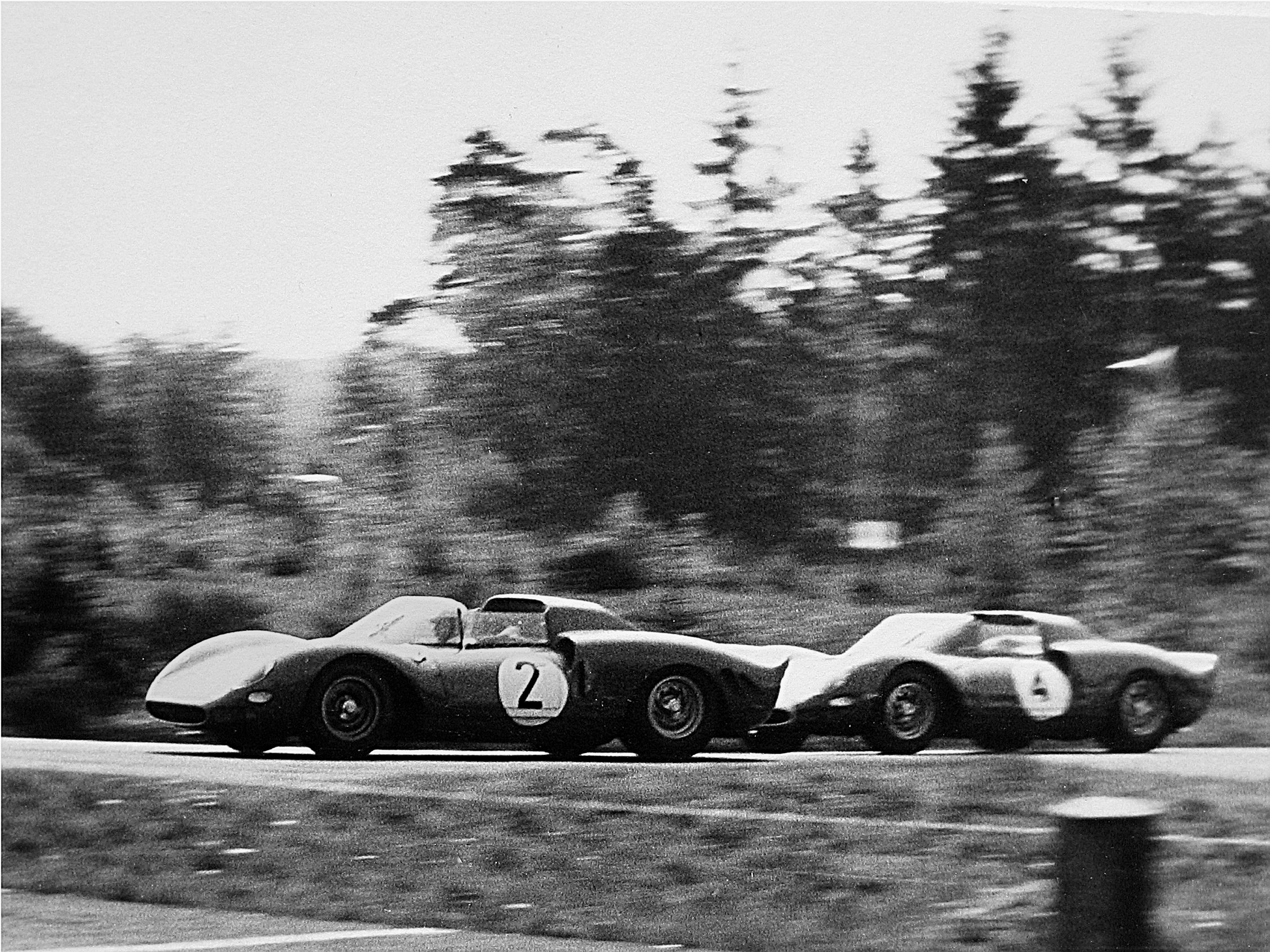
Mike Parkes précède Graham Hill aux 1000 km du Nürburgring 1965

Le Grand Prix de Belgique 1967 marque la fin de sa carrière en Formule 1. Victime d'une violente sortie de route, il se blesse très sérieusement aux jambes et à la tête. Il ne reviendra dans la compétition automobile que deux ans plus tard, pour les 1 000 km de Paris. En 1970, il termine quatrième des 24 heures de Daytona, ainsi que des 1 000 km du Nürburgring. Il assurera une sixième place à la Targa Florio, mais il ne parviendra pas à retrouver le niveau d'avant son accident. Il décidera alors de jouer un rôle de management dans l'écurie Filipinetti en 1972. Il prépare une De Tomaso et s'impose sur le circuit d'Imola en 1973.
En 1974, il rejoint la Scuderia Lancia où il participe aux projets de la Lancia Stratos et du moteur de la Dino. 
Le 28 août 1977, alors qu'il se rendait à Turin, sa voiture percute de plein fouet un camion. Il ne survit pas à l'accident.

## Palmarès

### En F1
- Nombre de Grands Prix de championnat du monde disputés : 7
- Meilleure place en qualification : 1re
- Meilleure place en course : 2e